# Colección Arqueológica de Gonfos
La Colección Arqueológica de Gonfos es una colección o museo de Grecia ubicada en la localidad de Lygariá, en el municipio de Pyli de la región de Tesalia. Su funcionamiento depende del Eforado de Antigüedades de Karditsa. Se encuentra en el edificio que albergaba el antiguo ayuntamiento. 
Esta colección contiene una serie de estelas de mármol, que fueron llevadas al edificio en 2011.